# 自殺予告
自殺予告（じさつよこく）とは、自殺を何らかの形で他者に予告することを意味する用語である。

## 自殺の防止
自殺の防止として、具体的な自殺の予告や自殺の呼びかけなどを見つけた場合には、警察へ通報することである。緊急性がある場合には、110番へ通報をする。

### 2006年10月福岡中2いじめ自殺事件
福岡中2いじめ自殺事件においては、中学生が「死ぬ」「死にたい」と言って自殺を予告し、そのまま首吊り自殺に及んだが、予告時点では誰も本気にしなかった。この予告に対して周囲の人間が反応しない限り自殺は遂行されてしまう。その時点で気づけば、予防できる可能性がある。

## 自殺予告事案への対応状況
警察庁による、インターネット上の自殺予告による状況は次のとおりである。
| 状況                             | H21 | H22 | H23 | H24 | H25 |
| -------------------------------- | --- | --- | --- | --- | --- |
| 自殺により死亡                   | 2   | 11  | 5   | 6   | 2   |
| 自殺を図ったが、救護等により存命 | 9   | 14  | 15  | 4   | 7   |
| 自殺のおそれあり（説論等実施）   | 78  | 89  | 81  | 63  | 84  |
| 自殺のおそれなし（いたずら等）   | 104 | 128 | 167 | 130 | 128 |
| 書込者が判明せず                 | 35  | 46  | 65  | 29  | 33  |
| 合計                             | 228 | 288 | 333 | 232 | 254 |

## 事件
1954年10月5日、ジョン・ローレンス・シーゲンソーラーは自殺を予告し飛び降りようとした男性の襟首をつかみ、落下を防いだが、この際に「あなたを絶対に許さない」と言われた。GGアリンはパフォーマンスにおいて度々自殺予告を行った。だが、毎回毎回獄中におり、最終的に1993年にヘロインのオーバードースで亡くなった。
日本でも自殺系サイトが存在したが、2005年10月より始まった自殺予告者の情報をプロバイダやサーバー運営側が警察に開示する事を求めるガイドラインなどのため、自殺をほのめかすインターネット上の掲示板への書き込みに対する通報も増加している。2006年5月にはザ掲示板のBBSの邦楽カテゴリー内に自殺予告をした大学生が、その日の深夜に薬品を用いて死亡。2006年末にはいじめ自殺予告文が文部科学省などに送られた。